# Cleome pruriens
Cleome pruriens är en paradisblomsterväxtart som beskrevs av Jules Émile Planchon och Triana. Cleome pruriens ingår i släktet paradisblomstersläktet, och familjen paradisblomsterväxter. Inga underarter finns listade i Catalogue of Life.